# てのひら開拓村で異世界建国記〜増えてく嫁たちとのんびり無人島ライフ〜
『てのひら開拓村で異世界建国記 〜増えてく嫁たちとのんびり無人島ライフ〜』（てのひらかいたくむらでいせかいけんこくき ふえてくよめたちとのんびりむじんとうライフ）は、星崎崑による日本のライトノベル。イラストはあるやが担当。MF文庫J（KADOKAWA）より、2017年6月から2020年2月にかけて全7巻が刊行された。
メディアミックスとして、ヤツタガナクトによるコミカライズ版がウェブコミック配信サイト『カドコミ（旧・ComicWalker）』（KADOKAWA）にて2018年5月24日から配信されている。

## あらすじ
現代日本から神の祝福と魔法が存在する異世界に転生したカイは、選ばれし子供がファーレー教に導きにより発現させる祝福の能力を妹ルキアの手を借り予定より早く発現させる。アラミラという神の祝福によって得た能力「てのひら開拓村」は、カイが前世で好きだった箱庭ゲームに酷似しており、彼は嬉々として開拓村をコツコツと発展させていった。12歳になったカイはファーレー教の儀式を受けるが、神官たちによってアラミラは邪神と判定されてしまい、遠く離れた無人島に島流しされてしまう。「てのひら開拓村」の能力をもってしても絶望的な状況に置かれたカイの前に、不思議な少女が現れる。

## 登場人物
カイ
本作の主人公。本名はカイ・ハクスバーナ。現代日本から転生したが、邪神アラミラの祝福を受けていたことが発覚しモンスターだらけの無人島に島流しされてしまう。しかし島に住む少女アビスとの出会いや、アラミラの祝福の賜物である「てのひら開拓村」の能力により生き延びる。
アビス
無人島に暮らす少女。白い髪とねじくれた角が特徴。強力な魔法使いでありその能力を使うときは大人の女性の姿に変身する。絶体絶命のカイを何度も救い、いつしか彼を「マスタ」と呼ぶようになる。島に流される子供を救おうとする心優しい性格の持ち主だが、その見た目がファーレー教の教えにおける悪魔に酷似しているため子供からは拒絶されていた。
ルキア
カイの妹。本名はルキア・ハクスバーナ。カイとは本当の兄妹ではないが慕っている。真実の神イデアの祝福者であり彼女の能力によってカイは自分の祝福を知ることになる。
エネル
てのひら開拓村のアドバイザーエルフ。開拓村のレベルが1に上がったことによって出現。外の世界から持ち込まれた品を開拓村に根付かせることができる。常に何かを食べている食いしん坊だが、未知の食べ物を毒見したり行き詰ったカイに助言するなど重要な役割を担っている。
レン
開拓村レベル10で出現した金色の種から生まれた少女。燃えるような赤い髪と狐耳、ふさふさのしっぽ、和服姿が特徴。カイのことをマイロードと呼び、自らをわたくしちゃんと呼ぶ。アビスと同様に協力な魔法使いであり、炎の魔法を操る。自称「獄炎の大魔導士」。快活な性格だが仲間に危害を加える者に対しては冷徹。
カエデ
本名カエデ・エンフィールド。カイが島に来た翌年に島に連れてこられた少女。島に来た後にアラミラの祝福を得て、スキルが使えるようになる。スキル名は『仮初の命』。その名の通り物体に仮初の命を与えることができる。一人っ子であり、両親から大切に育てられていた。島に来た当初こそ怯えて泣いていたが、すぐに状況を理解し島の生活に馴染んだ。
サラ
本名サラ・ビアンキ。魔法使いだが特殊な首輪によって能力を封じられている元モンディアル公国の近衛兵。亡国モンディアル公国の姫であるユーリを妹のように思い大切にしている。ユーリや他の近衛兵と同じように奴隷商人に捕まりそうになるが、カイとアビスに助けられる。その後、自らと引き換えにユーリを救出してもらうためにカイと行動を共にする。騎士らしく真面目で義理堅い性格だが、抜けている面がある。料理が得意。
ユーリ
本名はユーリセシル・ディ・モンディアル。亡国モンディアル公国の姫であり、容姿はモンディアルの宝石と呼ばれるほど美しい。盾の神ラインの祝福者。モンディアル公国がライムリーグ帝国との戦争に敗北し、近衛兵と共に逃亡するが、運悪く奴隷商人の雇った傭兵団に捕まってしまう。国を失い、奴隷の身に堕ちたことにより絶望するが、カイによって身も心も救われる。島に国を作るというカイに賛同し、彼の嫁になると宣言する。真面目で芯のある性格だが、恋愛に関して奥手なカイをたびたび誘惑する。
戦士君
てのひら開拓村の副産物である創造の種から生まれた生物。小さいが力持ちで耕作や戦闘などを行ってくれる心強い味方。最初は1匹だけだったが物語が進むごとに数と種類が増えていった。
オットー
ラベルダ王国の神官。本名はオットー・ハクスバーナ。捨て子だったカイとルキアの育ての親であり名付け親。妻はすでに他界しているが、再婚をせず男手一つで2人を育てた。

## 用語
ファーレー教
カイの住む世界に浸透している宗教。主神ファーレーと13の神々を崇拝している。13の神のうち、光の神ルークス、真実の神イデア、癒しの神メディナはよく知られていて人気も高い。また、サルース、ミスラ、ライン、レピオス、モールド、ルサーリィ、リスミーと前述の3柱の神を合わせた十神はファーレー教の神官が把握しているが、残りの3神は限られた者にしか知られていない。
祝福
この世界で魔法と対をなす神の奇跡。選ばれし子供の左胸に聖印が現れ、12歳になったとき神殿にて儀式を受けた際に神の名前を呼ぶことによって能力を得る。祝福をもたらした神によって能力に違いがあり、特有のスキル名を唱えることでスキルが使用可能。ちなみに儀式を終えたものは神官見習いとしてファーレー教の神殿で働くことができる。
魔法
この世界に溢れている魔力を使い、炎や氷などを生みだす能力。それを操る者は魔法使いと呼ばれ特級戦力として重宝されている。その能力はほとんど遺伝によって受け継がれるため平民には魔法使いがほとんど存在しない。
アラミラ
ファーレー教の神々と同じように祝福を与える存在だが何故か神殿からは邪神扱いされている。しかし知られているのは聖印のみでありアラミラの名を知る者はほとんどいない。この神から祝福を受けた者は全て魔物が蔓延る無人島に送られてしまう。祝福を受ける者によってスキルが異なるが、いずれのスキルにしても規格外の力を発揮する。
てのひら開拓村
カイがアラミラの祝福によって使えるようになったスキル。スキル名を唱えることで開拓村に移動でき様々な材料を持ち込んで発展させる。発展度は開拓村レベルという指標で表されておりレベルが上がるごとにエネル、戦士君、レンなどの強力な仲間や、村の出口（いわゆるワープポイント）などの強力な能力が増えていく。また、開拓村自体に村民が存在し、発展度とともに村民の装いや生活レベルが上がっていく。

## 既刊一覧

### 小説
| 巻数 | タイトル                                                               | 発売日         | ISBN              |
| ---- | ---------------------------------------------------------------------- | -------------- | ----------------- |
| 1    | てのひら開拓村で異世界建国記 〜増えてく嫁たちとのんびり無人島ライフ〜  | 2017年6月25日  | 978-4-04-069282-1 |
| 2    | てのひら開拓村で異世界建国記2 〜増えてく嫁たちとのんびり無人島ライフ〜 | 2017年10月25日 | 978-4-04-069503-7 |
| 3    | てのひら開拓村で異世界建国記3 〜増えてく嫁たちとのんびり無人島ライフ〜 | 2018年3月25日  | 978-4-04-069815-1 |
| 4    | てのひら開拓村で異世界建国記4 〜増えてく嫁たちとのんびり無人島ライフ〜 | 2018年8月25日  | 978-4-04-065093-7 |
| 5    | てのひら開拓村で異世界建国記5 〜増えてく嫁たちとのんびり無人島ライフ〜 | 2019年1月25日  | 978-4-04-065510-9 |
| 6    | てのひら開拓村で異世界建国記6 〜増えてく嫁たちとのんびり無人島ライフ〜 | 2019年10月25日 | 978-4-04-064183-6 |
| 7    | てのひら開拓村で異世界建国記7 〜増えてく嫁たちとのんびり無人島ライフ〜 | 2020年2月25日  | 978-4-04-064442-4 |

### 漫画
- 星崎崑（原作）・あるや（キャラクター原案）・ヤツタガナクト（作画） 『てのひら開拓村で異世界建国記 〜増えてく嫁たちとのんびり無人島ライフ〜』 KADOKAWA〈MFコミックス〉、既刊9巻（2024年9月21日現在）
  1. 2018年12月21日発売[9]、ISBN 978-4-04-065081-4
  2. 2019年8月23日発売[10]、ISBN 978-4-04-065887-2
  3. 2020年6月22日発売[11]、ISBN 978-4-04-064682-4
  4. 2020年9月22日発売[12]、ISBN 978-4-04-680231-6
  5. 2021年9月21日発売[13]、ISBN 978-4-04-680558-4
  6. 2022年7月23日発売[14]、ISBN 978-4-04-681530-9
  7. 2023年4月21日発売[15]、ISBN 978-4-04-682270-3
  8. 2024年1月23日発売[16]、ISBN 978-4-04-683102-6
  9. 2024年9月21日発売[17]、ISBN 978-4-04-683942-8